# Kronblad (efternamn)
Kronblad är ett svenskt efternamn som kan stavas på något olika sätt. 
Den 3 januari 2016 fanns följande antal personer i Sverige med stavningsvarianterna
- Kronblad 163
- Kronbladh 14
- Cronblad 16
- Cronbladh 4

Namnformerna Cronblad och Kronblad förekommer i begränsad omfattning även i Norge respektive Danmark.

## Personer med namnet
- Bengt Kronblad (född 1942), svensk riksdagsledamot (S).
- Harald Kronblad (1901–1965), svensk ingenjör och hamndirektör.
- Samuel Johan Kronblad (1830–1891), svensk präst.